# Umhabilitation
Der Begriff Umhabilitation bezeichnet das Verfahren, in dem Personen, die habilitiert wurden, die Lehrbefugnis (venia legendi) an einer anderen Universität erwerben.

## Voraussetzungen
Voraussetzungen können z. B. sein, dass 
- der Wissenschaftler die an der entsprechenden Fakultät zu einer Habilitation vorausgesetzte Qualifikation besitzt
- der Wissenschaftler auf seine bisherige venia legendi und facultas docendi verzichtet
- ein Bedarf nach Erweiterung des Lehrangebots in dem Fach, für das die Umhabilitation angestrebt wird, besteht.

## Verfahren
Bemüht sich ein habilitierter Wissenschaftler um die Lehrbefugnis auf der Basis einer Umhabilitation, so stellt er einen diesbezüglichen Antrag an den Dekan der Fakultät bzw. des Fachbereiches.
Dem Antrag müssen in der Regel beigefügt werden: 
- Curriculum vitae
- Nachweis über Qualifikationen
- die Habilitationsschrift
- weitere Publikationen.

Sieht der Dekan die Voraussetzungen für eine Umhabilitation als erfüllt an, schlägt er dem Fakultätskollegium die Bildung einer Kommission vor. Diese prüft, ob der Kandidat die zur Erteilung der Lehrbefugnis erforderliche Qualifikation besitzt und ob in dem entsprechenden Fach ein Bedarf nach Erweiterung des Lehrangebots besteht. Die Überprüfung der Qualifikation kann sich auf die Gutachten stützen, die an der anderen Universität zur Habilitation eingeholt wurden. Gegebenenfalls erfolgt die Einholung eines neuen externen Gutachtens.
Der genaue Ablauf eines Umhabilitationsverfahrens kann von Fakultät zu Fakultät sowie von Universität zu Universität verschieden sein und ebenso können unterschiedliche Anforderungen zugrunde liegen. Genaueres wird in der entsprechenden Habilitationsordnung der Fakultät beziehungsweise Universität geregelt.